# Michele Mascitti
Michele Mascitti nebo Michel Mascitti (1664 nebo 1663 Villa Santa Maria – 24. dubna 1760 Paříž) byl italsko-francouzský houslista a barokní hudební skladatel.

## Život
Jeho učitelem hudby byl Pietro Marchitelli (1643-1729), jeho příbuzný a houslista královského dvorního orchestru v Neapoli, a rovněž se vzdělával v divadle Teatro San Bartolomeo, snad u Corelliho. Po krátkém působení v královském orchestru se Michele Mascitti vydal na cesty po Itálii a Evropě. Nějaký čas strávil v Německu a v Holandsku. Jeho patrony se stali kardinál Ottoboni a bavorský vévoda Maxmilián II. Emanuel.
Roku 1704 se usadil v Paříži, kde si změnil jméno na francouzsky znějící Michel. Roku 1739 pak získal francouzské občanství. Jeho patronem ve Francii byl vévoda Filip II. Orleánský, což Mascittimu umožnilo vystupovat i u dvora ve Versailles. V Paříži publikoval všech svých 9 sbírek sonát a dále čtyři koncerty (součást jeho op. 7) v duchu corelliovského concerto grosso.

## Dílo

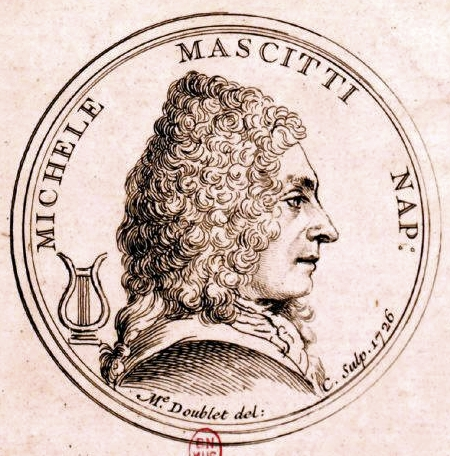
Medaile s portrétem skladatele.

Během svého života získal Mascitti podobnou slávu jako Tomaso Albinoni či Arcangelo Corelli. Jeho skladby byly převážně v italském a někdy i francouzském stylu. Na svou dobu obsahovaly mnoho nových harmonií.
- 6 houslových a šest triových sonát op. 1 (1704)
- 15 komorních sonát pro housle a violoncello op. 2 (1706)
- 12 komorních sonát pro housle sólo a housle a cembalo op. 3 (1722)
- 8 houslových a šest triových sonát op. 4 (1711)
- 12 sonát op. 5 (1714)
- 15 Sonát pro housle a basso continuo op. 6 (1722)
- 8 komorních sonát pro housle a basovou kytaru a 4 koncerty "à six" op. 7 (1727)
- 12 sonát pro housle a basovou kytaru op. 8 (1731)
- 12 sonát pro housle a basovou kytaru op. 9 (1738)